# 感傷ベクトル
感傷ベクトル（カンショウベクトル）は、漫画家・田口囁一を中心とした日本のロックバンド、または同人サークル。SPEEDSTAR RECORDS所属。

## メンバー
田口囁一（たぐち しょういち）
1988年10月13日生まれ。
ボーカル、ギター、ピアノ、作詞、作曲、作画を担当。
月刊少年誌で連載を持つ漫画家でもある。
春川三咲（はるかわ みさき）
1988年8月21日生まれ。
ベース、脚本を担当。
現在活動休止中。

## サポートメンバー
グシミヤギヒデユキ
ギターを担当。
ベントラーカオル
キーボード・ギターを担当。
クウチュウ戦のメンバーとして活動している。
白神真志朗（しらかみ ましろ）
ベースを担当。ステラ・シンカとしても活動している。
越智祐介（おち　ゆうすけ）
ドラムを担当。

## 略歴
2007年末頃
より、田口が自身の漫画同人誌を刊行するサークルとして発足し、以後、同人誌即売会を中心に活動する。刊行していたバンド漫画の作中音楽をCD化するにあたり、高校時代に同じバンドに所属していた春川が加入。

2011年6月よりオフィシャルサイトにて、架空のバンド・シアロアとそれを巡る人々の姿を描いた漫画にオリジナル曲を添えたメディアミックス企画「シアロア」を連載開始。毎月楽曲1曲と漫画1話を、約1年間10回に渡り公開する。2012年8月3日に、同作品を収録したアルバム「シアロア」とコミック「田口囁一・春川三咲連作集シアロア」を同時発売し、メジャーデビューを果たした。

2014年5月14日、初のシングル「エンリルと13月の少年」発売。
2014年8月22日、ワンマンライブ「一人の終末」を渋谷STAR LOUNGEにて開催。
2014年10月8日、2枚目のフルアルバム「君の嘘とタイトルロール」発売。
2015年7月1日、同人サークル時代に頒布された自主制作ベストアルバム「one」のリマスタリング版と、他のアーティストへの提供曲や様々なアーティストを迎えてのコラボレーション曲などを集めたワークスベストアルバム「works」をセットにした2枚組ベストアルバム「one+works」を発売した。
2016年2月11日に開催された「深海と空と"星"の駅vol.3」をもって、春川のライブ活動休止が発表された。

## ディスコグラフィー

### 参加作品
- Voltage_of_Imagination『空想活劇・参』（2012年1月25日 IMAGICAイメージワークス）
  - 「ラストシーン」
- IA『IA/02-COLOR-』（2013年1月30日 ソニー・ミュージックダイレクト）
  - 「フラワードロップ」

## ミュージックビデオ
| 監督           | 曲名                     |
| スズキダイシン | 「エンリルと13月の少年」 |
| maxilla        | 「ストロボライツ」       |
| 不明           | 「星のぬけがら」         |

## 書籍
- 田口囁一・春川三咲連作集シアロア（ジャンプ・コミックス 集英社 - 全1巻）

## 主なライブ
- 2014年06月07日 - SAKAE SP-RING 2014
- 2014年06月17日 - ピエール中野「ピエール中野 47都道府県ドラムを叩いてまわるツアー 2014」
- 2014年08月22日 - 初ワンマンライブ「感傷ベクトル ワンマンライブ “一人の終末”」
- 2015年01月30日 - 感傷ベクトル リリース記念ワンマンライブ『君の嘘とタイトルロール』
- 2015年03月12日 - crossing
- 2015年06月07日 - SAKAE SP-RING 2015
- 2015年08月07日 - 感傷ベクトル リリース記念ワンマンライブ "one+works"
- 2015年09月20日 - 感傷ベクトル“突発”ワンマンライブ『黙るしか』
- 2015年10月10日 - MINAMI WHEEL 2015
- 2016年07月02日 - 感傷ベクトルワンマンライブ 『近日発表』
- 2016年11月22日 - 青春の始末　後夜祭 Day1
- 2016年12月22日 - 青春の始末　後夜祭 Day2
- 2017年01月27日 - 青春の始末　後夜祭 Day3

### インタビュー
- CINRA.NET(2014年)
- ナタリー(2012年)
- ダ・ヴィンチNEWS - ウェイバックマシン（2012年9月24日アーカイブ分）(2012年)
- uP!!!(2012年)